# Diplycosia lamii
Diplycosia lamii är en ljungväxtart som beskrevs av J. Smith. Diplycosia lamii ingår i släktet Diplycosia och familjen ljungväxter. Inga underarter finns listade i Catalogue of Life.